# العلاقات البرازيلية الباهاماسية
العلاقات البرازيلية الباهاماسية هي العلاقات الثنائية التي تجمع بين البرازيل وباهاماس.

## مقارنة بين البلدين
هذه مقارنة عامة ومرجعية للدولتين:
| وجه المقارنة                                              | البرازيل | باهاماس      |
| --------------------------------------------------------- | --- | ------------ |
| المساحة (كم2)                                             | 8.52 مليون | 13.88 ألف    |
| عدد السكان (نسمة)                                         | 202.66 مليون | 395.36 ألف   |
| الكثافة السكانية (ن./كم²)                                 | 23.79 | 28.48        |
| العاصمة                                                   | برازيليا، ريو دي جانيرو | ناساو        |
| اللغة الرسمية                                             | برتغالية برازيلية، Brazilian Sign Language ‏ | لغة إنجليزية |
| العملة                                                    | ريال برازيلي، كروزيرو ريال برازيلي ‏، كروزيرو البرازيلية (1990–1993)، البرازيلي كروزادو نوفو، كروزادو برازيلي، cruzeiro ‏، كروزيرو البرازيلية (1942–1967)، الريال البرازيلي (قديم) | دولار بهامي  |
| الناتج المحلي الإجمالي (بليون دولار)                      | 2.06 تريليون | 12.16 مليار  |
| الناتج المحلي الإجمالي (تعادل القوة الشرائية) بليون دولار | 3.22 تريليون | 8.92 مليار   |
| الناتج المحلي الإجمالي الاسمي للفرد دولار أمريكي          | 8.54 ألف | 22.82 ألف    |
| الناتج المحلي الإجمالي للفرد دولار أمريكي                 | 15.89 ألف |              |
| مؤشر التنمية البشرية                                      | 0.754 | 0.790        |
| رمز المكالمات الدولي                                      | +55 | +1242        |
| رمز الإنترنت                                              | .br | .bs          |
| المنطقة الزمنية                                           | | 00           |

## منظمات دولية مشتركة
يشترك البلدان في عضوية مجموعة من المنظمات الدولية، منها:
| علم المنظمة | اسم المنظمة                                                          | تاريخ انضمام البرازيل | تاريخ انضمام باهاماس |
| ----------- | -------------------------------------------------------------------- | --------------------- | -------------------- |
|             | وكالة حظر الأسلحة النووية في أمريكا اللاتينية ومنطقة البحر الكاريبي ‏ | ?                     | ?                    |
|             | الاتحاد البريدي العالمي                                              | ?                     | ?                    |
|             | يونسكو                                                               | 4 نوفمبر 1946         | 23 أبريل 1981        |
|             | البنك الدولي للإنشاء والتعمير                                        | 14 يناير 1946         | 21 أغسطس 1973        |
|             | وكالة ضمان الاستثمار متعدد الأطراف                                   | 7 يناير 1993          | 4 أكتوبر 1994        |
|             | الاتحاد الدولي للاتصالات                                             | 4 يوليو 1877          | 19 أغسطس 1974        |
|             | منظمة الشرطة الجنائية الدولية                                        | ?                     | ?                    |
|             | مؤسسة التمويل الدولية                                                | 31 ديسمبر 1956        | 8 ديسمبر 1986        |
|             | الأمم المتحدة                                                        | 24 أكتوبر 1945        | 18 سبتمبر 1973       |
|             | مؤسسة التنمية الدولية                                                | 15 مارس 1963          | 23 يونيو 2008        |
|             | الفريق المعني برصد الأرض                                             | ?                     | ?                    |
|             | منظمة حظر الأسلحة الكيميائية                                         | ?                     | ?                    |

## وصلات خارجية
- موقع وزارة الخارجية البرازيلية